# Wonders of the Solar System (bok)
Wonders of the Solar System är en bok av den teoretiska fysikern Brian Cox och Andrew Cohen. Boken handlar om universum, kosmologi samt solsystemet, och förklaras på ett sätt som är förståeligt för den "allmänna läsaren". Boken är baserad på en serie med samma namn Wonders of the Solar System.